# Orkan Jeanett
Der Orkan Jeanett überquerte Europa am 27. und 28. Oktober 2002 und war der stärkste seiner Art seit dem Orkan Lothar am 2. Weihnachtsfeiertag des Jahres 1999. Die höchste gemessene Windgeschwindigkeit wurde mit 183 km/h auf dem Fichtelberg im Erzgebirge gemessen.

## Entstehung
Schon am 23. Oktober konnte Jeanett als Wellenstörung auf dem Nordatlantik erkannt werden. Das Tiefdruckgebiet hatte aufgrund von extremen Temperaturgegensätzen zwischen Polarluftmassen aus der Arktis sowie warmen subtropischen Luftmassen aus dem Süden einen guten Nährboden und konnte sich deshalb schnell zu einem Orkantief weiterentwickeln.

## Verlauf in Deutschland
Bereits am Vormittag des 27. Oktobers 2002 erreichte das Sturmfeld Jeanetts Nordwestdeutschland und schon etwa 5 Stunden später wurde das Sturmmaximum erreicht. Selbst im Flachland gab es verbreitet Orkanböen von über 120 km/h. In der Nacht zum 28. Oktober war der Osten Deutschlands besonders betroffen mit Spitzengeschwindigkeiten von 183 km/h auf dem Fichtelberg. Am Abend wurde durch umgeknickte Bäume und Streckensperrungen der Bahnverkehr lahmgelegt, der erst am Morgen des 28. Oktobers wieder den normalen Betrieb aufnehmen konnte. Erst im Verlauf des 28. ließ der Wind in Ostdeutschland allmählich nach und Jeanett zog Richtung Polen ab.

## Betroffene Länder
Folgende Staaten sind vom Orkan Jeanett heimgesucht worden: Hauptschadensgebiet war Tschechien, auch
Großbritannien, Deutschland, Dänemark, Niederlande, Frankreich, Polen, die Baltischen Staaten, die Schweiz und Österreich waren betroffen.

## Schäden
Europaweit gab es 47 Tote. Die Schäden werden auf etwa 1,7 Milliarden Euro geschätzt, wovon etwa zwei Drittel versichert waren. In Deutschland richtete der Orkan Versicherungsschäden in Höhe von etwa 660 Millionen Euro an und forderte zudem noch 11 Todesopfer. Aon Benfield geht in seinem Bericht Winterstürme in Europa - Historie von 1703 bis 2012 von einem versicherten Schaden in Deutschland von 1,2 Milliarden Euro aus. In Sachsen-Anhalt wurde durch den Orkan die denkmalgeschützte Breitmeyersche Bockwindmühle zerstört. Am Kölner Dom wurde eine Fiale am Nordturm abgerissen und stürzte auf die Domplatte. Der Zugbetrieb des Eurotunnels musste am 28. Oktober aufgrund von Kurzschlüssen wegen angewehtem Salzwasser an der Oberleitung eingestellt werden. Insgesamt waren hiervon 15 Züge mit 8000 Passagieren betroffen.